# Tucurrique
Tucurrique è un distretto della Costa Rica facente parte del cantone di Jiménez, nella provincia di Cartago.